# Menaceur
Menaceur (în arabă مناصرة) este o comună din provincia Tipaza, Algeria.
Populația comunei este de 25.480 de locuitori (2008).